# 云南曲唇兰
云南曲唇兰（学名：Panisea yunnanensis），为兰科曲唇兰属下的一个植物种。其种加词 yunnanensis 意为“云南的”。